# Cantó de Courson-les-Carrières
El cantó de Courson-les-Carrières és un cantó francès del departament del Yonne, situat al districte d'Auxerre. Té 11 municipis i el cap és Courson-les-Carrières.

## Municipis
- Courson-les-Carrières
- Druyes-les-Belles-Fontaines
- Fontenailles
- Fouronnes
- Lain
- Merry-Sec
- Molesmes
- Mouffy
- Ouanne
- Sementron
- Taingy

## Història
| Data d'elecció                           | Identitat         | Partit                     | Qualitat |
| ---------------------------------------- | ----------------- | -------------------------- | -------- |
| 1945-1985                                | Paul Guillaumot   | Divers droite, després UDF |          |
| 1985-2004                                | Marcel Guyon      | UDF                        |          |
| 2004-2011                                | Jean-Claude Denos | Divers droite              |          |
| 2011-                                    | Jacques Baloup    | Divers droite              |          |
| les dades anteriors no són pas conegudes |                   |                            |          |
|                                          |                   |                            |          |

## Demografia
| A partir de 1990: Població sense dobles comptes |